# Deepfake
Deepfake, hipertrucatge o permutació intel·ligent de rostres, és una tècnica realitzada amb programes d'intel·ligència artificial els quals combinen, reemplacen i superposen imatges, videoclips i àudios per crear vídeos falsos que semblin autèntics i reals. Aquesta tecnologia és sovint utilitzada per a manipular fotografies, vídeos i sons per simular amb gran realisme l'existència de persones, objectes i situacions inventades. Tot això és molt perillós ja que gairebé qualsevol persona amb un ordinador pot fabricar aquest tipus de vídeos falsos, pràcticament indistingibles dels reals, amb intencions malèvoles per manipular l’opinió pública, per exemple, en l'àmbit polític o judicial, creant Fake news i falses alarmes canviant el rostre i veu d'una persona sobre un vídeo. El terme és un mot creuat format per deep learning («aprenentatge profund») i de fake («fals»).

## Antecedents
Tradicionalment, els fakes audiovisuals, que més endavant s'acabarien anomenant deepfakes, eren aquelles obres que pretenien enganyar a través dels estímuls visuals i auditius, com seria el cas del cinema, la televisió i internet. En anglès, també se’ls designava com a mockumentaries (documentals falsos), els quals utilitzaven tècniques i codis típics del documental per generar a l'espectador la sensació de que la història que se li estava explicant era certa, tot i que sempre hi havia un avís dels autors en un moment determinat on s'informava que el contingut era fals. Un exemple el trobem en l'emissió radiofònica «La guerra dels mons», dirigida i narrada per Orson Welles al 1938. Aquest episodi va causar el pànic a milions d’estatunidencs, els quals havien cregut com a veritat l’adaptació radiofònica de la novel·la d'Herbert George, el qual afirmava que s'estava produïnt una invasió extraterrestre a la Terra tot i que diversos avisos havien remarcat que era una narració fictícia. Així doncs, es pot veure que els deepfakes ja fa molts anys que de certa manera s'havien començat a realitzar abans del cas de reddit al 2017. Un exemple encara més primitiu que els anteriors és el retrat del president dels Estats Units, Abraham Lincoln, datat del 1865. En aquest, el rostre del president va ser superposat sobre el cap d’una impressió realitzada per A.H. Ritchie al 1852, on apareixia John C. Calhoun arrepenjat a un escriptori d’una sala de terra enrajolat. Finalment, també caldria destacar el moment històric on l'explorador i metge americà Frederick Cook va presentar públicament un seguit de proves audiovisuals falses (arxius sonors i fotografies) afirmant que havia arribat al Pol Nord al 1908. Per sort, al cap d’uns anys es va aconseguir desmentir la falsa notícia. És així doncs, com a partir d’aquesta manipulació constant que s'ha estat utilitzant contínuament durant dècades, que el terme mockumentary s'ha acabat contradient a si mateix. Com explica Vicente Díaz Gandaseguí:
«El concepto de “falsos documentales” encierra una contradicción en si misma por cuanto el adjetivo falso precede al sujeto documental, el cual hace referencia a un material que pretende reflejar la realidad. Realidad y falso son términos que en nuestra cultura se plantean tradicionalmente como opuestos pero, sin embargo, el desarrollo de tecnologías capaces de recrear la realidad con total fidelidad ha hecho que aparezcan estos espacios intermedios e híbridos que combinan la realidad y la irrealidad.»
Finalment, el 1997 es va crear el que realment es pot considerar l’antecedent més proper al que actualment es coneix com a deepfake. Es tracta del programa “Video Rewrite”, el qual va aconseguir per primera vegada modificar les imatges d’un vídeo on una persona parlava per representar que estava dient unes altres paraules reproduïdes a partir d’una pista d’àudio diferent. Aquest programa va ser el primer sistema en establir connexions entre els sons produïts pel subjecte del vídeo i la forma del seu rostre mitjançant tècniques d’aprenentatge automàtic d’un ordinador.

## Funcionament
Els deepfakes es creen a partir d’un seguit d’algoritmes anomenats xarxes neuronals que s'encarreguen d’analitzar un gran nombre de dades per aprendre a replicar patrons d’expressions facials, d’idiosincràsia, de veus i d’inflexions. Google, per exemple, utilitza aquesta tècnica per classificar les imatges segons la seva aparença visual al motor de cerca. És mitjançant les xarxes generatives antagòniques (generative adversarial networks, GANs) però, que s'aconsegueix produir aquests vídeos tant realistes i alhora falsos pel que fa el seu àudio i imatge. En els GANs, l’algoritme “generador” s'encarrega de modelar el contingut d’un seguit d’imatges reals com podrien ser fotografies de gats, mentre que l’algoritme “discriminador” intenta descobrir quines de les imatges de gats que se li presenten són falses. Així doncs, els dos algoritmes es van entrenant i desafiant mútuament a partir d’un mateix conjunt de dades d’imatges, vídeos i/o sons, aconseguint així que amb el temps millorin la seva capacitat de falsejar la realitat.
Cal dir però, que per a desenvolupar un procés d'aquesta mena, es necessiten vídeos i fotografies amb diferents condicions d'il·luminació i perspectiva de cadascuna de les persones. Normalment es fa un ús de més de 3000 mitjans multimèdia per rostre, amb la finalitat d'aconseguir un resultat prou creïble. El problema amb la constant evolució de la tecnologia però, és que en un futur molt proper, aquest immens nombre de mitjans multimèdia requerits per la creació de deepfakes professionals pràcticament indetectables, que ajudaven a dificultar que qualsevol persona amb recursos informàtics aconseguissin aquest nivell de falsedat realista, es reduirà molt. Els investigadors creuen que en un futur és molt probable que fins i tot les videotrucades puguin ser manipulades i falsejades a temps real, cosa que podria ser molt perillosa en diferents escenaris.
Tot i que els més professionals utilitzen sistemes més desenvolupats hi ha aplicacions gratuïtes que permeten fer aquests trucs de vídeo de manera fàcil i autònoma, com n'és el cas de Faceswap o FakeApp i aplicacions per a Windows 10.

### Mètodes per combatredeepfakes
Actualment, les tècniques per identificar deepfakes han aconseguit arribar a una nivell de precisió del 86, 6%, la qual cosa està molt bé, però en un futur s'hauria de poder assegurar poder arribar al 99% de seguretat i consistència. Els mètodes que avui en dia s'estan utilitzant per identificar els deepfakes i de moment han funcionat correctament són diversos.
Un d’ells és el d’anàlisi de metadades, informació textual sobre la producció de l’arxiu multimèdia (càmera, ISO, data de creació...),  per veure si la imatge ha estat manipulada prèviament. És possible modificar les metadades però la gran majoria d’arxius contenen la informació dels programes d’edició utilitzats, facilitzant així, la identificació de les intervencions en els arxius. No és totalment eficaç però pot ser un bon mètode de detecció preliminar de deepfakes.
Un altre sistema és analitzant el nivell d’error (ELA, Error Level Analysis) dels mètodes de compressió d’imatges d’arxius com JPG, que al comprimir-se perden informació. Així doncs, cal saber que les imatges editades, acostumen a tenir àrees amb diferents nivells d'artefactes de compressió ja que han estat sotmeses a diversos mitjans de compressió.
També es podrien intentar identificar els artefactes visuals, residus de la creació de rostres falsos amb deepfakes, dels quals se’n poden destacar 3:
1. Que la fusió de les diferents imatges utilitzades per crear la falsa no sigui totalment coherent i falli en consistència global. Com per exemple, que l’iris de l’ull dret tingués un color diferent al de l'esquerra, amb excepció dels pocs casos d'heterocromia.
2. Que es produeixi un error d’il·luminació imprecisa i distorsionada a les figures degut a l’intent de fusionar diverses imatges amb diferent llum. Això acabaria provocant que la imatge final no tingués total coherència lumínica.
3. Que es produeixi un error geomètric en els ajustaments morfològics dels rostres i figures humanes, especialment expressat en vores fortes o taques molt contrastades al voltant dels límits facials de la màscara que afectarien zones com la del nas, la cara o les celles.

Per acabar, s'ha descobert que sovint els deepfakes tenen errors en l'estructura dels rostres. Això es deu al fet que es creen mitjançant el reemplaçament de parts del rostre original amb imatges facials sintetitzades, i com que les persones tenen estructures de la cara diferents, la tecnologia dels deepfakes no acaba d’aconseguir garantir que tots els punts de referència agafats per la computadora s'alineïn correctament.
Altres elements d’identificació són el fet que els vídeos creats artificialment acostumen a ser massa perfectes en quant a imatge, fent així que els falti aquelles imperfeccions dels vídeos gravats de veritat al món físic real. D’altra banda, també s'han creat nous  algoritmes que poden arribar a percebre el flux de sang en aquelles persones que apareixen als vídeos.
Pel que fa a la veu, com més curts siguin els àudios més difícil serà poder detectar si és sintètic o no, i la qualitat tant del so de la veu com del so de fons també farà que sigui més fàcil o no de distingir un àudio fals d’un de vertader. Com més clar sigui l'enregistrament de la veu i menys so de fons tingui, més fàcilment identificable serà l'engany. Cal destacar, que en comparació amb els vídeos, els àudio deepfakes sí que són majoritàriament identificables per ordinadors, tot i que segurament no ho siguin tant per la oïda humana a simple vista. Cada segon que una persona parla, la seva veu conté d’entre 8.000 i 50.000 dades que poden ajudar a l’ordinador a verificar la seva autenticitat. Un exemple seria la rapidesa amb la qual els humans poden pronunciar determinats sons amb els músculs de la boca i les cordes vocals. Per altra banda, a l’analitzar una veu d’un àudio també és important fixar-se en la pronúncia dels sons fricatius, ja que els sistemes de deep-learning els costa molt diferenciar aquests sons de possibles sorolls. Un altre element que els costa distingir és el final de les frases amb el so de fons, cosa que produeix que els deepfakes puguin contenir moments on la veu s'allunyi del micròfon o telèfon més sovint del que una persona faria.

## Aportacions útils
Els deepfakes, tot i ser sovint utilitzats amb intencions fraudulentes, també hi ha hagut persones que han volgut aprofitar aquest nou avanç tecnològic per aportar coses bones i útils a la societat. Així doncs, també han suposat una evolució positiva en diferents àmbits.

### Àmbit cinematogràfic
En un moment en què un actor o actriu es quedés sense veu en un rodatge, en comptes d’aturar-lo fins que aquesta persona es recuperés, es podria simular la seva veu mitjançant àudio deepfakes. D’altra banda, també es podrien corregir errors d’escenes en l'etapa del muntatge, modificant un rostre o moviments d’una persona per uns altres, en cas que no fossin els desitjats. Fins i tot es podria aconseguir realitzar pel·lícules amb actors que ja són morts o doblatges de manera automàtica i amb qualsevol llengua, tot i que això suposaria l'eliminació de la feina dels actors de doblatge i seria bastant greu. Cal destacar però, que ja s'ha començat a experimentar amb alguna d’aquestes tècniques en l’àmbit cinematogràfic, raó per la qual s'ha pogut avançar tant en el realisme de les pel·lícules d’animació o en els afectes especials en general.

### Àmbit educatiu
Un exemple seria l'exposició permanent d’art titulada Dalí Lives que es va crear el 2019 al Salvador Dalí Museum a Saint Petersburg (Florida). Abans de morir, el propi Dalí en una entrevista va afirmar: “Generalment jo crec en la mort, però en la mort de Dalí, clarament no”. Així doncs, en aquesta exposició fan realitat la seva afirmació revivint al pintor mitjançant un deepfake construït a partir d’uns 6.000 fotogrames existents d’entrevistes seves, 1.000 hores d’aprenentatge automàtic perquè l’algoritme d’intel·ligència artificial reproduís amb precisió el rostre de Dalí en diferents posicions, falsejant les expressions facials a través d’un actor, i la veu realitzada per un doblador professional capaç de copiar l’accent particular de Dalí. La novetat no només és mitjançant aquesta tecnologia ser capaç de mostrar el pintor viu a l’actualitat, sinó de més a més dotar-lo de tal intel·ligència artificial que pugui ser capaç d’interactuar amb el públic, gairebé com si fos un dispositiu Alexa. La sorpresa final també impressionant és que sempre acaba la conversa preguntant als visitants si es volen fer un selfie amb ell, es gira i en fa un, el qual després et pots enviar al mòbil. Un altre exemple on es podria utilitzar el deepfake de forma educativa seria en la traducció automàtica i immediata de conferències online (videoconferència), on al modificar les expressions facials i de la boca perquè fos coherent la imatge amb l’àudio traduït, milloraria el contacte visual de l'espectador i facilitaria la seva concentració i aprenentatge en el tema.

### Àmbit social
Es creu que es podria utilitzar deepfakes per ajudar a les persones a fer front a les pèrdues d’éssers estimats, revivint-los durant uns minuts per així permetre als familiars poder-se acomiadar del difunt definitivament, en cas que no haguessin tingut l’oportunitat de fer-ho en el moment adequat. D’altra banda, també hi hauria la possibilitat de poder ajudar persones amb Alzheimer a interactuar amb rostres joves que podrien recordar d'altres èpoques de la seva vida. Pel que fa a l’àudio, aquelles persones que per culpa de determinades malalties haguessin perdut la seva veu, se’ls podria tornar a crear perquè poguessin interactuar verbalment. Això ja s'ha vist amb el cas de Stephen Hawkings, però la seva tecnologia no intentava simular la veu que ell abans tenia. Un dels primers en dur a terme aquesta innovació va ser el crític cinematogràfic Roger Ebert, qui al perdre la veu a causa d’un càncer la va voler intentar recuperar amb l’ús de l’àudio deepfake. Aquesta operació la va dur a terme la companyia CereProc amb èxit, partint de moltes hores d’àudio de veu d’Ebert quan encara en tenia perquè l’ordinador la pogués processar i crear de zero sintèticament.

### Àmbit empresarial
Un exemples molt clars i il·lustratiu és la possibilitat que un es pogués emprovar la roba per internet a través d'un personatge artificial creat a partir d’un deepfake amb les pròpies proporcions, figura, ètnia i rostre del cibernauta, element que seria totalment revolucionari i útil en el comerç electrònic (e-commerce). En els videojocs, l’àudio deepfake ha suposat un gran avenç en la millora del seu contingut, ja que permet fer parlar als personatges en directe de manera molt realista, a diferència d’abans, on la seva intervenció era molt falsa i estàtica.

## Aparició
Les tècniques per simular moviments facials i transposar-los sobre una persona-objectiu van ser presentades l'any 2016. Permetien falsejar, en temps quasi real, expressions facials en vídeos 2D.
La pornografia deepfake ha aparegut a Internet l'any 2017, sobretot a Reddit, i després prohibida per Reddit, Twitter, Pornhub i d'altres.
És fàcil trobar deepfakes no pornogràfics en llocs de difusió en streaming com YouTube o Vimeo. És també possible fer fàcilment deepfakes utilitzant l'aplicació FakeApp, que utilitza TensorFlow, una eina de codi obert desenvolupada per Google.

## Perills i preocupacions
El nivell de precisió i versemblança dels deepfakes, els quals milloren constantment a un ritme considerablement elevat, fa que cada vegada sigui molt més difícil diferenciar un vídeo, una imatge o un àudio fals d’un de real, ja que mentre que difondre informació falsa resulta molt senzill, comprovar i autentificar la informació certa es va complicant. Actualment a EE.UU, per exemple, un estudi del Pew Research Center afirma que un de cada cinc usuaris d’Internet s'informa de les notícies d’actualitat a través de la plataforma de YouTube, mentre que la segona més popular és Facebook. Aquestes són dues plataformes on la facilitat per crear un canal propi i promocionar-lo com a informatiu és absolutament senzill, ràpid i eficient. Així doncs, obliga als informàtics a trobar immediatament solucions per afirmar, comprovar i autentificar el contingut informatiu de les xarxes socials per tal d’evitar que persones amb intencions malèvoles manipulin l’opinió pública.

D’altra banda, el fet que aquest tipus de vídeos i notícies enganyoses es difonguin per les xarxes socials tant ràpidament està començant a generar una crisi de fiabilitat d’informació important amb impactes negatius a la societat que actualment ja és força present i s'anomena information apocalypse o “infopocalypse”. Aquesta consisteix en la idea que la població, en estar tant habituada a trobar-se davant d’informació enganyosa, fins i tot vídeos i àudios, provoca que conseqüentment comenci a dubtar de la credibilitat de tota la informació que consumeix. Així doncs, finalment molts acaben descartant idees certes com a falses simplement pel fet que s'han acabat agafant a la idea que qualsevol cosa que ells no vulguin creure, serà falsa. Com diu la investigadora Aviv Ovadya segons The Washington Post: 
«It’s too much effort to figure out what’s real and what’s not, so you’re more willing to just go with whatever your previous affiliations are.» 
Per aquesta raó, els periodistes d’avui en dia tenen una feina clau en la tria i comprovació d’autenticitat d’un fet i vídeo. Trobem així certs mitjans de comunicació que ja estan començant a formar els seus reporters a aprendre tècniques de detecció i eines per identificar continguts falsos.

Una de les raons per les quals costa tant identificar deepfakes és que aquests parteixen d’imatges reals i poden incorporar àudio amb sonoritat pràcticament autèntica. Un cop penjats a les xarxes socials, la seva difusió mundial és immediata. Aquestes xarxes són el mercat objectiu perfecte pels creadors de deepfakes, ja que és on es difonen de manera més fàcil i ràpida les conspiracions, els rumors i la informació falsa. Així doncs, la perillositat d’aquesta nova tecnologia en l'era en la que estem l'expliquen molt bé Robert Chesney i Danielle Citron en un article de Foreign Affairs:
«Deepfakes have the potential to be especially destructive because they are arriving at a time when it already is becoming harder to separate fact from fiction.» 
D'altra banda, amb l’arribada de l’àudio deepfake s'han hagut de prendre mesures importants i profundes sobretot en la seguretat de les trucades telefòniques. Abans que es pogués clonar la veu amb intel·ligència artificial ja era recurrent trobar-se amb situacions on criminals intentaven robar diners mitjançant trucades i s'havien arribat a prevenir moltes estafes. El problema però, és que la diferència entre una veu robòtica i una d’humana en un futur proper serà molt difícil de diferenciar, sobretot si es fa a través d'un telèfon, ja que l’àudio resultant sempre acabarà adquirint un to de veu molt més distorsionat que de normal. A més a més, cada vegada cal un nombre més baix d’àudios per poder falsificar la veu d’una persona. Una altra situació habitual també podria ser, en comptes de tenir l’objectiu de robar diners, intentar robar contrasenyes importants a diferents persones fent-se passar per familiars propers.
Cal mencionar la possibilitat existent d’utilitzar la intel·ligència artificial per cometre delictes que acaben desembocant en un fort dany moral per les víctimes com per exemple la simulació d’un vídeo eròtic d’una persona i la seva posterior difusió. De fet, ja existeixen aplicacions aptes per generar aquest contingut i alguns països com el Regne Unit o els Estats Units d'Amèrica ja s'han pronunciat a favor de prohibir i penalitzar aquestes conductes.
A escala de preocupació ciutadana, s'ha observat com les persones no es solen deixar enganyar per complet per aquest tipus de falsificacions tot i que l'exposició a deepfakes augmenta la desconfiança cap als mitjans de comunicació i les notícies. Alhora, els deepfakes també tenen la capacitat de modificar records, generant records falsos i, com a conseqüència, les persones poden adoptar actituds fonamentades en un fet que mai fa succeir. D’aquesta manera, es podria crear un vídeo fals d’un polític on aquest quedi en una mala posició i compartir el contingut audiovisual amb tota la ciutadania. Això provocaria una visió negativa del poble cap al polític, el qual segurament perdria vots. Si bé alguns ciutadans podrien detectar que es tracta d’una enganyifa, l’impacte generat en la població ja s'hauria produït i no tot el món seria capaç de veure la mentida.
Tot i les conseqüències negatives esmentades, la veritat és que és probable que amb el pas del temps les persones acabin acostumant-se als deepfake i sàpiguen com diferenciar la realitat de la ficció. Aquest procés ja ha passat anteriorment, per exemple, amb els anuncis publicitaris on la imatge que es projecta ha estat minuciosament seleccionada i editada, diferint del producte real. Això ja és ben sabut pels consumidors, que després d’anys de veure anuncis similars, s'han adaptat a aquest tipus de falsificacions de la realitat i saben que el que veuen allí no és purament el producte que poden acabar adquirint.

## Exemples

### Pornografia
Els deepfakes són sobretot coneguts per haver estat utilitzats per tal de crear falsos vídeos eròtics (sextapes), intercanviant la cara d’actrius pornogràfiques per diverses celebritats, i pornodivulgació (revenge porn).

Aquesta tecnologia es va fer pública per primera vegada en el transcurs de la tardor de 2017 quan un usuari anònim de Reddit publica, sota el pseudònim « Deepfakes », diversos vídeos pornogràfics. El primer en cridar l'atenció i en suscitar moltes reaccions escenifica l'actriu Daisy Ridley sobre un rostre d’una actriu de cinema pornogràfic. Un altre mostra l'actriu Gal Gadot (estrella del film Wonder Woman) tenint relacions sexuals amb el seu cunyat. Altres celebritats —Emma Watson, Katy Perry, Taylor Swift o Scarlett Johansson  — han estat igualment el blanc de vídeos creats per l'usuari « Deepfakes ». Per crear-los, l’usuari anònim va utilitzar un ordinador normal junt amb un algoritme de Machine learning, molt fàcil de trobar i descarregar per Internet. En penjar aquests vídeos a Reddit, una plataforma que permet als diversos usuaris registrats votar a favor o en contra del contingut per destacar-lo més o menys, va emfatitzar la propagació i popularització dels deepfakes. És així com finalment es va crear un subreddit amb el nom de Deepfakes on només es penjava contingut d’aquest tipus, el qual en només dos mesos va arribar als 15.000 subscriptors. A partir d’aquí, un altre usuari de la plataforma amb pseudònim va anunciar la creació d’una aplicació anomenada Fakeapp, la qual permetia implantar deepfakes a qualsevol persona de manera senzilla, ràpida i realista sense necessitat de tenir coneixements informàtics avançats. Així doncs, tothom ja podia crear els seus propis deepfakes mitjançant intel·ligència artificial i van començar a aparèixer molts vídeo tutorials per realitzar aquest tipus de contingut pornogràfic amb aquesta aplicació i d'altres, els quals es van popularitzar. Aquest usuari anònim creador de l’aplicació va anunciar textualment a Reddit el seu objectiu final:
«Eventualmente, quiero mejorarla hasta el punto en que los posibles usuarios puedan simplemente seleccionar un vídeo en su ordenador, descargar una red neuronal correlacionada con una determinada cara de una biblioteca pública, y cambiar el vídeo con una cara diferente con tan solo presionar un botón.»
Acte seguit, tot aquest contingut fals pornogràfic es va començar a popularitzar i a estendre per webs d’aquest interès, com Pornhub, però ràpidament els dirigents van anunciar que s'estava fent el possible per eliminar aquest tipus de contingut de la web per ser considerada d’agressió sexual.
Amb el temps, la comunitat Reddit ha anat corregint els defectes dels vídeos, fent-los cada vegada més realistes, i el nombre de denúncies, posades per primera vegada el desembre de 2017 a la secció tècnica i científica de la revista Vici, ha suposat l'aparició de nombrosos reportatges en altres mitjans de comunicació. Finalment, el 7 de febrer de 2018, Reddit va bloquejar definitivament el fòrum de deepfakes, el qual ja tenia 100,000 subscriptors a la web, argumentant que violava la seva política de privacitat al crear i penjar vídeos porno sense el consentiment de les persones a les quals s'estava utilitzant el seu rostre per superposar-lo en un cos que no era el seu.
Cal destacar però, que aquests deepfakes pornogràfics majoritàriament escenificant dones, no només estan afectant a celebritats, sinó que actualment ja hi ha hagut diversos casos de denúncies de dones anònimes i desconegudes víctimes d’ex parelles o amants, els quals havien utilitzat aquesta nova tecnologia per a venjar-se d’elles i humiliar-les públicament a les xarxes. Com afirma l’abogada Ann Olivarius, especialitzada en aquest tipus de casos, “És realment devastador per a aquestes dones perquè amb la nova tecnologia, poden semblar fets reals. I la intenció que hi ha darrera sempre és la de voler ferir i degradar.
Al Regne Unit, els productors de deepfakes poden ser perseguits per assetjament, però hi ha crides a fer del deepfake un delicte.

### Política
La permutació de rostres ha estat utilitzada per donar una imatge falsa de polítics coneguts a portals de vídeos, plataformes de streaming i de discussió en línia. A més de presentar-se com una potencial amenaça per a la veracitat de la informació en moments clau com les eleccions, els deepfakes dins l'àmbit polític poden tergiversar missatges i posar en la seva boca i intenció comunicats que mai han estat reals. Aquest és un dels grans reptes a l'hora de lluitar contra la desinformació. Per exemple, el rostre del president argentí Mauricio Macri ha estat reemplaçat pel d'Adolf Hitler, i el rostre d'Angela Merkel pel de Donald Trump. L'abril de 2018, Jordan Peele i Jonah Peretti han mostrat els perills dels hipertrucatges creant un fals vídeo de Barack Obama fent un anunci públic.

### Cinema
És molt probable que en un futur proper, gran part dels errors i efectes visuals del cinema estiguin corregits i creats mitjançant deepfakes, tot i que actualment encara no sigui possible degut a la seva qualitat final, la qual no seria suficientment bona per visualitzar una pel·lícula i que aquesta semblés realista en una gran pantalla de cinema, encara que els estudis de recerca de Disney ja han afirmat aconseguir crear deepfakes de qualitat HD, un gran avenç. Tanmateix, ja s'han començat a utilitzar alguns elements de GAN i CGI a certs detalls de grans produccions per aconseguir, per exemple, envellir els seus personatges, com seria el cas de The Irishman de Martin Scorsese.
D’altra banda, ja s'està començant a utilitzar també per a simular el retorn d’actors morts a la vida real a noves pel·lícules, fet que podria revolucionar la indústria en els propers anys. Un exemple és la pel·lícula Rogue One: A Star Wars Story, on l’actriu fallida el 2016 abans que s'acabés el rodatge del film, Carrie Fisher, torna a la gran pantalla gràcies a l’ús de tecnologia i intel·ligència artificial i la interpretació d'Ingvild Deila. El mateix succeeix en aquesta mateixa pel·lícula amb l’actuació digital de Peter Cushing, fallit el 1994. Altres casos on aquesta tecnologia no s'utilitza només momentàniament en determinats moments del film sinó en tot aquest, és la pel·lícula d’acció Gemini Man, on el personatge jove de Will Smith es va recrear amb aquest tipus de tecnologia deepfake aprofitant imatges d’entrevistes de quan ell tenia 23 anys. El resultat va ser prou correcte i va tenir una bona crítica, amb excepció d’una de les escenes finals. Cal destacar però, que el cost de tots aquests efectes visuals al cinema costen milions d’euros i gairebé obliguen a duplicar el pressupost original d’una pel·lícula.

Finalment, la revolució cinematogràfica mitjançant deepfakes es va produir en anunciar-se la realització d’un film on l’actor James Dean, molt conegut pel seu rol a Rebel Without a Cause, protagonitzaria un rol secundari anomenat Rogan a la futura pel·lícula Finding Jack mitjançant tecnologies CGI i amb l’aprovació dels drets d’imatge de la família de l’actor per utilitzar el seu rostre. Mentre alguns actors veuen aquesta nova tecnologia com una bona estratègia, com seria el cas de Will Smith, altres com Chris Evans o Elijah Wood, ho veuen completament immoral i erroni. A continuació un tweet de Chris Evans opinant sobre el retorn a la pantalla de James Dean a Finding Jack. 
“I’m sure he’d be thrilled,” Evans wrote sarcastically. “This is awful. Maybe we can get a computer to paint us a new Picasso. Or write a couple new John Lennon tunes. The complete lack of understanding here is shameful.”

### Celebrities
Un dels últims vídeos del 2019 és la fusió de cos i veu de l'actriu Jennifer Lawrence amb la cara d'Steve Buscemi. Aquest és un dels deepfakes amb un alt nivell d'implementació i de realisme. Un altre exemple famós és el de Kim Kardashian, en un vídeo de YouTube, en el qual parla malament dels seus haters i fans com a únic desig d'ells per a proporcionar-li diners. Per acabar, un altre deepfake realista és el clip de dos minuts creat i publicat a youtube per l’usuari Sam00k, on es pot veure com hagués quedat el film Matrix si Will Smith no hagués rebutjat protagonitzar-lo.

### Música
A mesura que la intel·ligència artificial avança, s'estan creant cançons i veus que imiten artistes famosos, inclosos aquells que han mort, fet que planteja preguntes sobre l'autenticitat i la propietat intel·lectual.
Els deepfakes en la música utilitzen algoritmes avançats d'intel·ligència artificial per generar veus i melodies que poden sonar sorprenentment reals. Projectes com Jukebox d'OpenAI han demostrat la capacitat de crear música completa amb lletres en una varietat d'estils, utilitzant un ampli conjunt de dades de cançons ja existents. Tanmateix, l'ús de deepfakes en la música també planteja serioses preocupacions ètiques. La creació de cançons que imiten artistes sense el seu consentiment pot considerar-se una violació dels drets d'autor. S'han presentat casos legals on artistes han demandat per l'ús indegut de les seves veus generades per IA. Un dels exemples més propers i actuals seria el cas de la cançó NostalgIA de FlowGPT, la qual conté la veu de Bad Bunny. Encara que va ser molt ben rebuda pel públic, la peça va causar molta controvèrsia i l’artista es va posicionar obertament en contra de la seva existència, així com de l’ús de la seva veu sense el seu consentiment. Recentment, organitzacions com l'Aliança pels Drets dels Artistes han expressat preocupació per l'ús no autoritzat d'obres musicals per entrenar models d'IA, cosa que podria portar a un descontrol de la clonació de veus i a la producció de deepfakes sense el permís adequat.
A més, l’auge de les cançons generades per IA ha portat plataformes com Spotify a enfrontar-se a desafiaments significatius. La companyia ha hagut d'eliminar desenes de milers de cançons creades artificialment a causa de fraus relacionats amb l'streaming artificial, on bots inflen el nombre de reproduccions per generar regalies.